# زرق (جنس)
زُرَّق أو زَرَاريق (الاسم العلمي: Elanus)، جنس طير جارح من فصيلة البازية. وصف من قبل عالم الحيوان الفرنسي جول سيزار سافيني في عام 1809 مع حدأة سوداء الجناح وهو النوع النمطي للجنس. الاسم مأخوذ من اليونانية القديمة الإيلانوس والتي تعني «حدأة».
هناك أربعة أنواع ضمن جنس الزُرق:
| الصورة | الاسم العلمي     | الاسم الشائع      | التوزيع                                                         |
| ------ | ---------------- | ----------------- | --------------------------------------------------------------- |
|        | Elanus caeruleus | حدأة سوداء الجناح | شبه الجزيرة الايبيرية، إفريقيا، إقليم أندوماليان وغينيا الجديدة |
|        | Elanus axillaris | حدأة أسود الكتفين | أستراليا                                                        |
|        | Elanus leucurus  | حدأة أبيض الذيل   | أمريكا                                                          |
|        | Elanus scriptus  | حدأة حرفية الجناح | أستراليا                                                        |